# Abuso dei mezzi di correzione o di disciplina
«Chiunque abusa dei mezzi di correzione o di disciplina in danno di una persona sottoposta alla sua autorità, o a lui affidata per ragione di educazione, istruzione, cura, vigilanza o custodia, ovvero per l'esercizio di una professione o di un'arte, è punito, se dal fatto deriva il pericolo di una malattia nel corpo o nella mente».
L'abuso dei mezzi di correzione o di disciplina è un reato disciplinato dall'art. 571 del codice penale italiano.

## Elemento oggettivo del reato
Per quanto riguarda l'elemento oggettivo, tale reato viene consumato qualora chiunque, abusando dei mezzi di correzione o di disciplina, arrechi un pregiudizio ad una persona sottoposta alla propria autorità. Pregiudizio che consiste nel pericolo di una malattia, anche psichica, nei confronti del sottoposto. Si tratta, quindi, di un reato di pericolo concreto  ed il giudice deve accertare che il pericolo sia stato effettivamente realizzato, Tal reato sussiste anche qualora la persona offesa sia stata affidata per motivi di lavoro, studio, cura o custodia.

## Elemento soggettivo del reato
Per quanto riguarda l'elemento soggettivo del reato, per la consumazione di tale reato è previsto il dolo specifico, essendovi la volontà, da parte dell'agente, di commettere il fatto per un fine educativo. Questa tesi, prevalente in passato, è ormai superata. La dottrina maggioritaria ritiene sufficiente il dolo generico, ovverosia la semplice volontà consapevole di realizzare il fatto costitutivo di reato. In tal senso anche la giurisprudenza (Cassazione penale, Sezione VI, sentenza del 16/02/2010, n. 18289).

## Sanzione
Tale reato è punito con la reclusione fino a 6 mesi.
Il legislatore ha previsto anche delle aggravanti qualora, dalla condotta del soggetto, derivi una lesione personale. In questo caso si applicheranno le sanzioni previste dagli art. 582 e 583 ridotte di un terzo.
Qualora derivi la morte della vittima, la pena sarà quella della reclusione da 3 a 8 anni.

## Concorso di reati
Importante è distinguere tale reato da quello affine di maltrattamenti contro familiari o conviventi, previsto dall'art. 572 c.p. poiché quest'ultimo prevede una clausola di riserva che impedisce la configurazione di un concorso formale tra i due delitti . 
A tale proposito la giurisprudenza ha statuito come: Integra il delitto di maltrattamenti previsto dall'art. 572 c.p., e non invece quello di abuso dei mezzi di correzione o di disciplina (art. 571 c.p.), la condotta del datore di lavoro e dei suoi preposti che, nell'ambito del rapporto di lavoro subordinato, abbiano posto in essere atti volontari, idonei a produrre uno stato di abituale sofferenza fisica e morale nei dipendenti, quando la finalità perseguita dagli agenti non sia la loro punizione per episodi censurabili, ma lo sfruttamento degli stessi per motivi di lucro personale. (Nella specie, gli imputati, in concorso fra loro, avevano sottoposto i propri subordinati a varie vessazioni, accompagnate da minacce di licenziamento e di mancato pagamento delle retribuzioni pattuite, che venivano corrisposte su libretti di risparmio intestati ai lavoratori, ma tenuti dal datore di lavoro, che così li mantenevano in uno stato di sottomissione e umiliazione, al fine di costringerli a sopportare ritmi di lavoro intensissimi).

## Testi normativi
- Codice penale italiano